# Магнетски имуноесеј
Магнетни имуноесеј (МИА) је врста дијагностичког имуноесеја који користи магнетне перле као ознаке уместо конвенционалних ензима ( ЕЛИСА ), радиоизотопа (РИА) или флуоресцентних елемената (флуоресцентни имуноесеји) за детекцију специфичног аналита. МИА укључује специфично везивање антитела за његов антиген, где се магнетна ознака коњугује са једним елементом пара. Присуство магнетних перли се затим детектује помоћу магнетног читача ( магнетометра ) који мери промену магнетног поља индукованог перлицама. Сигнал који се мери магнетометром је пропорционалан концентрацији аналита (вируса, токсина, бактерија, срчаног маркера, итд.) у почетном узорку.

## Магнетне налепнице
Магнетне перле се састоје од нанометарских честица оксида гвожђа инкапсулираних или повезаних полимерима. Ове магнетне перле се крећу од 35 нм до 4,5 μм. Магнетне наночестице које их сачињавају крећу се између 5 и 50 nm и представљају јединствени квалитет који се зове суперпарамагнетизам у присуству спољно примењеног магнетног поља. Овај суперпарамагнетни квалитет који је први открио Француз Луис Неел, добитник Нобелове награде за физику 1970. године, већ је коришћен за медицинску примену у магнетној резонанцији (МРИ) и у биолошким сепарацијама, али још увек не за обележавање у дијагностичким апликацијама. 
Магнетне етикете имају неколико карактеристика које су погодне за такве примене:
- На њих не утиче хемија реагенса или фотобељење и стога су стабилни током времена.
- Магнетна позадина у биомолекуларном узорку је обично занемарљива,
- Замућеност или бојење узорка не утиче на магнетна својства,
- Магнетним перлама се може даљински манипулисати магнетизмом.

## Детекција
Магнетни имунотест (МИА) је способан да детектује одабране молекуле или патогене коришћењем магнетно обележеног антитела. Функционишући слично као ЕЛИСА или Вестерн блот, процесу везивања два антитела се користи за одређивање концентрација аналита. МУП користи антитела која облажу магнетну куглицу. Ова антитела се директно везују за патоген или жељени молекул и магнетни сигнал који емитују везане перле се очитава помоћу магнетометра. Главна предност коју ова технологија нуди за имунобојење је та што се може извести у течном медијуму, док методе као што су ЕЛИСА или Вестерн блоту захтевају стационарни медијум да би се жељена мета везала пре секундарног антитела. Пошто се МИА може извести у течном медијуму, може се извршити прецизније мерење жељених молекула у моделном систему. Пошто изолација није неопходна да би се добили квантитативни резултати, корисници могу пратити активности унутар система. Добијте бољу представу о понашању ваше мете.
Начини на које се ова детекција може десити су веома бројни. Најосновнији облик детекције укључује пролазак узорка кроз гравитациони стуб који садржи полиетиленски матрикс са секундарним антителом. Циљно једињење се везује за антитело садржано у матриксу, а свака заостала супстанца се испере изабраним пуфером. Магнетна антитела се затим пропуштају кроз исту колону и, након периода инкубације, невезана антитела се испиру користећи исти метод као горе. Очитавање добијено од магнетних куглица причвршћених за мету која је заробљена антителима на мембрани се користи за квантификацију циљног једињења у раствору.
Штавише, пошто је методологија толико слична ЕЛИСА-и или Вестерн блоту, МИА експерименти се могу прилагодити да користе исту детекцију ако истраживач жели да квантификује своје податке на сличан начин.

## Магнетометри
Једноставан инструмент може детектовати присуство и измерити укупан магнетни сигнал узорка, међутим, изазов у развоју ефективне МИА је одвајање природне магнетне позадине (шума) од слабе магнетно обележене мете (сигнала). Различити приступи и уређаји су коришћени за постизање значајног односа сигнал-шум (СНР) за апликације биосензивања:
- џиновски магнеторезитивни сензори и спин вентили
- пиезорезистивне конзоле
- индуктивни сензори
- суперпроводни уређаји за квантне интерференције (СКУИД)
- анизотропни магнеторезитивни прстенови
- и минијатурни Хол сензори.

Али побољшање СНР-а обично захтева сложен инструмент који обезбеђује поновљено скенирање и екстраполацију кроз обраду података, или прецизно поравнање мете и минијатурног сензора који се подудара. Поред овог захтева, МИА који користи нелинеарне магнетне особине магнетних етикета може ефикасно да искористи интринзичну способност магнетног поља да прође кроз пластику, воду, нитроцелулозу и друге материјале, омогућавајући на тај начин истинска волуметријска мерења у различитим форматима имуноесеја. За разлику од конвенционалних метода које мере осетљивост суперпарамагнетних материјала, МИА заснована на нелинеарној магнетизацији елиминише утицај линеарних дија- или парамагнетних материјала као што су матрица узорка, потрошна пластика и/или нитроцелулоза. Иако је унутрашњи магнетизам ових материјала веома слаб, са типичним вредностима осетљивости од -10-5 (диа) или +10-3 (пара), када се истражују веома мале количине суперпарамагнетних материјала, као што су нанограми по тесту, не може занемарити позадински сигнал који генерише помоћни материјал. У МИА заснованој на нелинеарним магнетним особинама магнетних ознака, перле су изложене наизменичном магнетном пољу на две фреквенције, ф1 и ф2. У присуству нелинеарних материјала, као што су суперпарамагнетне ознаке, сигнал се може снимити на комбинованим фреквенцијама, на пример, аф = ф1 ± 2×ф2. Овај сигнал је тачно пропорционалан количини магнетног материјала унутар намотаја за очитавање.
Ова технологија омогућава магнетни имунотест у различитим форматима као што су:
- конвенционални тест бочног протока који замењује златне етикете магнетним етикетама
- тестови вертикалног протока који омогућавају испитивање ретких аналита (као што су бактерије) у узорцима велике запремине
- микрофлуидне и биочипске апликације

Такође је описан за ин виво апликације и за мултипараметарско тестирање.

## Примена
МИА је свестрана техника која се може користити широко у пракси  у различитим областима као што су клиничка дијагноза, безбедност, пољопривреда, ветерина, лекови и загађивачи.
Сада се користи за откривање вируса у биљкама да би се открили патогени који би иначе уништили усеве, као што су вирус лепезастог листа винове лозе, вирус листа лепезе винове лозе и вирус кромпира.
МИА се такође може користити за праћење терапеутских лекова. Извештај о случају 53-годишњег пацијента са трансплантацијом бубрега описује како су лекари могли да промене количине терапијског лека захваљујући МИА тесту.